# Языки Кипра

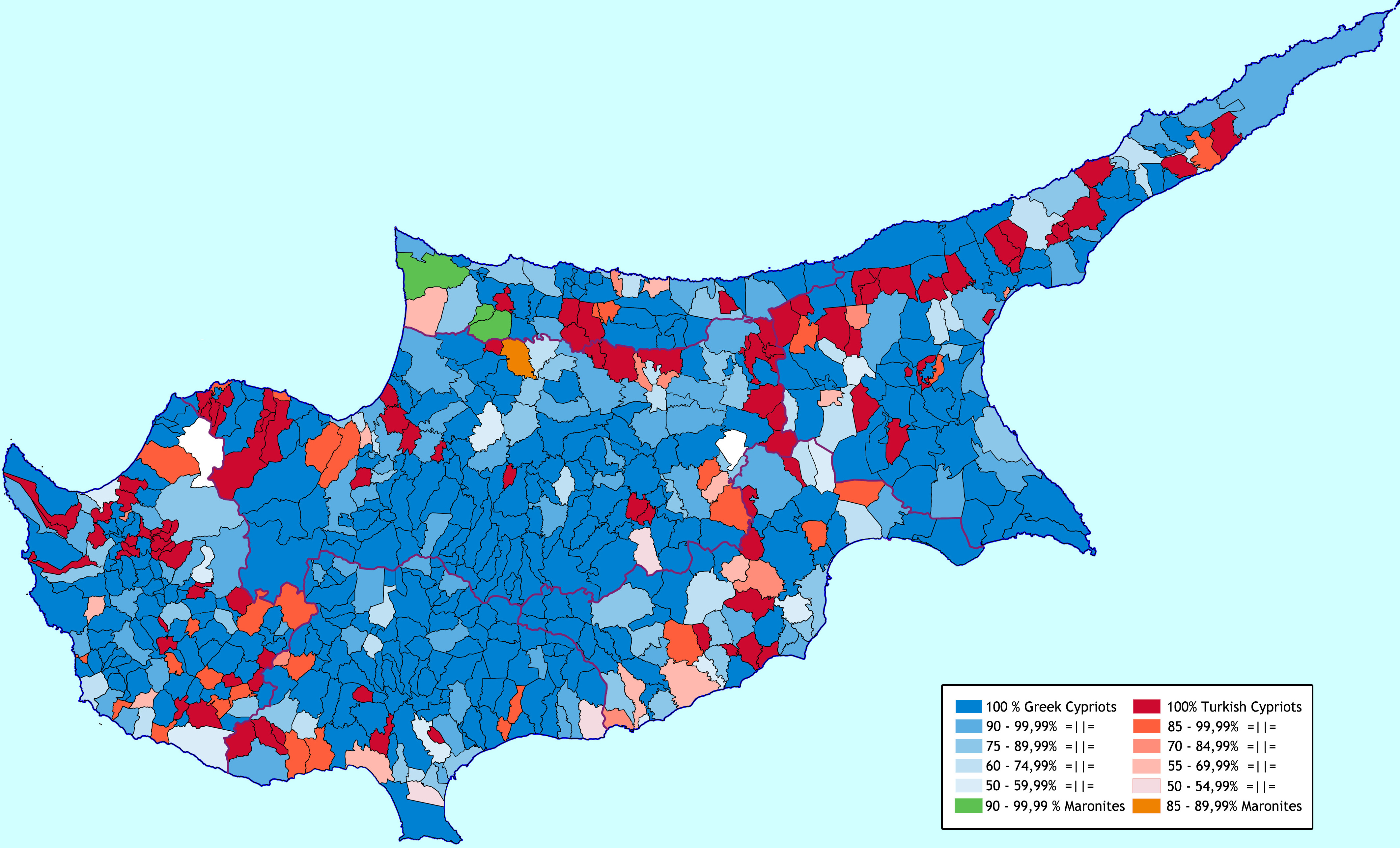
Этнический состав Кипра по общинам по переписи 1960 года

В настоящее время основными языками республики Кипр являются греческий (автохтонный как минимум с XI в. до н. э., согласно общепризнанной датировке первыx сохранившиxся письменныx памятникoв) и турецкий, получивший распространение на острове с момента османского завоевания в конце XVI века как один из двух (наряду с греческим) языков мусульманской общины и как её единственный язык после событий 1976 года. Кроме того, ввиду относительно небольшого размера острова, a также утраты греческим национальным большинством политической власти в пользу иностранных держав в конце XII века, на Кипре официально употреблялись в разные периоды его истории наряду с неизменно преобладавшим греческим и многие другие языки (арабский, старофранцузский, венецианский, английский). С конца XX века к ним прибавились и многие другие языки беженцев и иммигрантов, в том числе и русский.

## Официальные языки

### Греческий язык
Волны древнегреческой колонизации принесли на остров древнегреческий язык, который закрепился здесь как основной язык населения довольно рано (около XII—XI вв до н. э.) в виде так называемого аркадо-кипрского диалекта.
Письменные памятники в той или иной форме греческого языка фиксируются на острове непрерывно с 1000 г. до н. э. Однако, по данным исследования Георгия Церданелиса (2003) и вопреки расхожему мнению дилетантов, современный кипрский диалект греческого языка не является прямым потомком аркадо-кипрского диалекта древнегреческого языка, а типологически представляет собой (как впрочем и все остальные современныe греческие диалекты) один из вариантов развития поздневизантийскогo койне Византийской империи, с определёнными поправками на островную диалектику (в которой он сближается с говорами Додеканесских островов), раннюю изоляцию от основного массива империи (конец XII века), более интенсивное иноязычное влияние цепочки языков метрополий.
Для греческого языка на Кипре характерна ситуация диглоссии между кипрским вариантом стандартного греческого (почти не отличающимся от греческого Греции) и традиционным кипрским греческим, часто не совсем понятным грекам из Греции. Лексическое сходство между киприотским диалектом и димотикой (новогреческим языком афинской нормы) в начале XXI века находится в пределах 84—93 %.
Между этими двумя полюсами уже существует целый ряд промежуточных форм с подвижными и довольно размытыми границами. Различия между островным вариантом и димотикой под влиянием СМИ, школьного образования и поп-культуры современной Греции постепенно нивелируются. Говоры кипрского диалекта, различимые на острове до середины XX века, были также в значительной степени нивелированы под влиянием массовых вынужденных миграций конца 1970-х, которые привели к формированию современного греко-киприотского койне. Кипрское право, в основе которого лежит английское право, было окончательно переведено на греческий язык в издании 1995 года и с этого момента греческий язык стал единственным языком делопроизводства и административного аппарата южной части острова.
Кипрский диалект греческого языка отличается от своего островного турецкого аналога в первую очередь тем что он сам имеет автономную (от условной «метрополии»-Греции) и довольно развитую литературную традицию, насчитывающую несколько столетий, а также до сих пор довольно широко употребляется (наряду с литературным греческим) во многих других сферах жизни греков-киприотов.

### Турецкий язык
Турки-киприоты говорят на кипрском диалекте турецкого языка, который ранее испытывал на себе сильное влияние греческого, но в последнее время быстро сближается с литературным турецким языком. В связи с тем, что население острова значительно сократилось в период Кипрской войны 1570—1573 гг., султан приказал поселить на Кипре 30 000 анатолийских мусульман. Так на острове появились первые турки-киприоты. Следует отметить, однако, что до конца XIX века Кипр не пользовался популярностью среди турецких колонистов: остров считался нездоровым из-за эпидемий малярии и поэтому сюда прибывали в основном только ссыльные каторжники. Кроме того, переход в ислам среди местных греков хоть и имел место, но в гораздо меньших масштабах, чем даже на  Крите, завоёванном турками гораздо позже (1648—1715).
По этой причине, несмотря на появление на острове мусульманской общины, лингва франка для островитян всех конфессий и национальностей вплоть до событий 1974 года продолжал оставаться греческий язык (как собственно и на Крите). Османский (а затем и собственно турецкий язык) ограниченно употреблялся как второй язык в мусульманских махаллях разбросанных по всему острову. При этом островные диалекты греческого и турецкого языков оказали друг на друга заметное влияние и значительно отдалились от своих соответствующих литературных форм на континенте. В настоящее время, из-за сегрегации турок на севере острова, а греков на юге, позиции турецкого языка в северной части значительно укрепились. Он фактически стал здесь единственным официальным языком. Немалый вклад в этот процесс внес продолжающийся процесс переселения турoк из Анатолии, которые не знакомы с греческим языком или вообще с каким-либо другим языком кроме родного турецкого. Перенос столицы Турции из Стамбула в Анкару облегчил процесс сближения островного кипрско-турецкого диалекта с новой нормой литературного турецкого языка, более ему близкой.

## Неофициальные языки

### Старофранцузский язык
Начиная с во многом знакового 1192 года, когда последний и в значительной степени ставший автономным по отношению к Константинополю греческий архонт Кипра был смещен со своего поста крестоносцами, широкое распространение на острове получил старофранцузский язык, близкий к средневековой речи региона Пуату. Правящий класс Кипра вплоть до 1489 года почти целиком составляли франкоязычные бароны и их семьи, постепенно освоившие и греческий за счёт всё более смешанных браков с представителями местной аристократии. Таким образом, оба языка длительное время мирно сосуществовали на острове. Hа пике своей популярности в XII—XIII веках старофранцузский язык имел невероятнo высокий престиж как язык развитого феодализма и поэтому оказал значительное лексическое влияние на киприотский диалект греческого языка, который сумел при этом успешно адаптировать новую волну галлицизмов. На острове даже сложилась своя разновидность старофранцузского языка, которую местные греки записывали греческим алфавитом и которую в Леванте распознавали как киприотский французский по особому характерному акценту.
Несмотря на престиж старофранцузского языка, знаменитая Кипрская хроника или «Повесть о сладкой земле Кипр» в оригинале написана всё же на кипрском диалекте греческого языка XIV—XV веков. Таким образом, кипрский летописец Леонтий Махера оказал существенное влияние на всю последующую хронистику Кипра, а также на становление литературной нормы греческого диалекта острова. Кипрская хроника Леонтия Махеры широко использовалась поздними хронистами и переведена на несколько языков. Неполный и некачественный перевод хроники был сделан Диомедом Страмбальди на венецианский диалект итальянского языка. Использование Кипрской хроники прослеживается в хронике Франциско Амади, сведения из сочинения Махеры были заимствованы также и для написания истории Кипра Флорио Бустрона и его продолжателя Георгия Бустрона. Именно в этот период на кипрском диалекте также появляются первые сочинения хронографического, юридического и нравоучительного характера.
В течение 1347—1348 гг. все греческие земли охватила чума. Кипрская хроника, которую писал Леонтий Махера содержит сообщение о том в 1348 году что «за грехи Господь послал мор, который унес половину населения островa». Из-за чумы, эмиграции и усилившихся набегов мусульманских пиратов, население Кипра к началу XV века значительно сократилось до 100 000 человек. Но знание французского оставалось широко распространённым явлением среди киприотов. Об этом можно судить по фразе, брошенной в Анатолии в 1432 году беглыми дипломатами-киприотами, которых встретил бургундский шпион Бертрандон де ла Брокьер, которому киприоты сказали на сносном французском что «даже если у того было бы 200 жизней, у него вряд ли останется хотя бы одна пока он дойдет до Константинополя».

### Венецианский язык
Прибывшие в конце ХV венецианские чиновники и военные столкнулись с тем что делопроизводство было уже хорошо налажено на местных изводах французского и греческого. Поэтому венецианский язык на Кипре если и использовался, то очень ограниченно, в основном как вариативное дополнение к близкородственным французскому и латинскому языкам, а также как язык перевода, причём по большей части довольно плохого качества. Тем не менее, жанры итальянской литературы эпохи Ренессанса, оказали очень сильное влияние на островную литературу Кипра. Под сильным влиянием Петрарки и других итальянских поэтов появляется знаменитый сборник «Рифмы любви» анонимного автора, в котором отражены все основные жанры итальянской поэзии: сонет, канцона, баллада, малая и большая сестина, октава, мадригал, барцеллетта (фроттола), терцины.  Языком сборника анонимного автора стал опять же кипрский диалект греческого языка.
80 лет в составе Венеции в целом характеризуются упадком культуры и искусства, так  как остров уже живёт в ожидании турецкой осады. Попытки Венеции стабилизировать положение после 1489 года имели определённый успех: к концу венецианского правления на острове проживало около 180—200 тыс. человек. Однако рост населения произошёл лишь в среде беднейшего греческого крестьянства. В результате остров подвергся сильной рурализации, что укрепило позиции греческого как языка народных масс. Параллельно некогда высококультурная городская жизнь Кипра, а вместе с ней и употребление французского языка, пришли в упадок, так как венецианцы относились к Кипру лишь как к военному фортпосту, a оставшиеся два городских поселения (Никосия и Фамагуста) выполняли теперь лишь военно-оборонительную функцию. Ухудшающиеся отношения венецианской администрации и османов отпугнули местное греческое купечество, которое массово устремилось в османские порты Анатолии и Балкан, пользуясь преимуществами Pax Ottomana. 
Дворянство пребывало в полнейшем упадке, да и посвящение в него при венецианской военной администрации практически прекратилось. Из-за презрения венецианской администрации к грекам, на острове осталось лишь 5—6 знатных греческих семей, при том что в лузиньянский период  количество франко-греческих дворянских линий доходило до 60. Более того, учитывая давление османов, практически все более или менее социально мобильные дворяне, мещане и интеллигенция всех национальностей активно эмигрировали в Венецию и другие, более безопасные, города венецианской террафермы. Кроме того, в отличие от французов, венецианцы очень ревностно относились к насаждению католичества, чем настроили против себя ещё и греческое духовенство.

### Курбетский язык
Ранний слой грецизмов в цыганских языках показывает что цыгане проникли в византийскую Малую Азию ещё до начала тюркских нашествий. В ходе первой венецианской описи населения Кипра, на острове уже имелась одна цыганская деревня. В эпоху Pax Ottomana на Кипр из Анатолии в значительном количестве проникли и анатолийские цыгане, принесшие с собой и так называемый курбетский язык (курбетча), представляющий собой парацыганский креольский язык, сложившийся на тюркской основе. В настоящее время практически вышел из употребления в результате эллинизации (на юге) и/или полной тюркизации цыган (на севере).

### Английский язык
Английский язык получил официальный статус на Кипре в ходе процесса его поэтапной (1878—1925) аннексии Великобританией. Несмотря на фактическое присоединение острова к Британской империи в 1878, английский язык стал обязательной частью местной школьной программы в качестве второго языка лишь в 1935 году. Этот факт был негативно воспринят греческим большинством, надеявшимся на энозис с Грецией. Начинается длительная борьба греков за независимость, в которой британские власти поддерживали для противовеса интересы турок-киприотов. В 1960 году остров получил независимость. В новом государстве английскому языку не было предоставлено официального статуса. Тем не менее, по факту он продолжал употребляться в законодательстве до 1963 года, a в судах вплоть до 1989 года (судопроизводство постепенно перешло на греческий). Несмотря на то что английский язык в современном Кипре активно используется в образовании всех уровней и туризме, Кипр в целом можно отнести к группе стран и регионов (наряду с Малайзией, Квебеком, Бирмой, Гонконгом и Экваториальной Гвинеей) где позиции английского языка в целом заметно ослабли на протяжении XX века под давлением другого языка. Традиционно английским языком на Кипре лучше всех владели мужчины-киприоты, родившиеся до 1960 года и лично общавшиеся с британским административным персоналом. Английский язык молодых поколений киприотов как правило выучен в школе и по этой причине оторван от аутентичной речи носителей Англосферы. С другой стороны, женщины-киприотки, ранее совсем не владевшие английским по причине своего неучастия на рынке труда, в последние десятилетия XX века получили возможность изучения английского языка посредством активного вовлечения в систему школьного образования, работы в секторе туризма, общей эмансипации женщин, заграничных поездок и т. д..

### Арабский язык
Из языковых меньшинств на Кипре представлены арабы-марониты, говорящие на исчезающем кипрско-арабском языке. Сам же классический арабский язык, равно как и его диалекты, имеют давнюю историю употребления на острове. Византийско-арабский кондоминиум 688—965 годов (с небольшими перерывами) был апогеем греко-арабского двуязычия, хотя греческий язык по-видимому сохранял доминирующее положение и в этот период.

### Армянский язык
На Кипре традиционно представлены и армяне. Армянское общество на Кипре имеет свой язык (имеющий западноармянскую диалектную основу) и две религиозные школы в Никосии (начальная школа и средняя школа).

## Иностранные языки в системе образования
Есть несколько частных школ, в которых уроки ведутся на:
- английском
- армянском
- итальянском
- арабском
- французском и
- русском языках.

В этих школах обычно обучаются дети семей, временно проживающих на Кипре.

### Русский язык
Около 6—7 % населения свободно владеет русским языком, что связано с обширной русской диаспорой в крупных городах. Согласно «Guardian», на начало 2012 года на Кипре насчитывается до 40 тысяч человек, владеющих русским языком.